# Cud o Teofilu
Cud o Teofilu (fr. Miracle de Théophile) – dramat religijny Rutebeufa napisany ok. 1260. Jest oparty na znanej już 700 lat wcześniej legendzie o Teofilu z Adany, przetłumaczonej na łacinę w IX w.

## Legenda o Teofilu
Rutebeuf poznał legendę o Teofilu za pośrednictwem tekstu Jak Theophilus przyszedł do pokuty Gautiera de Coinci. Miał jednak do czynienia z podaniem o wiele starszym, spisanym w I poł. VI w. przez Eutychianosa, podającego się za świadka opisywanych wydarzeń. W IX w. Paweł Diakon z Neapolu dokonał tłumaczenia legendy na łacinę, wzbogacając ją o nowe elementy. Ta wersja opowieści cieszyła się w średniowieczu ogromną popularnością. 

## Treść
Teofil, pomocnik biskupa, człowiek pobożny i chętnie pomagający innym, traci stanowisko po śmierci dotychczasowego biskupa. Zbuntowany Teofil zwraca się do czarnoksiężnika Salatyna, by ten umożliwił mu "zemstę na niesprawiedliwym Bogu" - zawarcie paktu z szatanem. Dochodzi do spotkania z diabłem, który w zamian za duszę Teofila umożliwia mu odzyskanie majątku i pozycji społecznej. Po siedmiu latach byłego pomocnika biskupa ogarniają jednak wątpliwości: nie mając odwagi zwrócić się bezpośrednio do Boga, Teofil błaga o interwencję Maryję. Jego prośby zostają wysłuchane: Maryja najpierw karci go za porzucenie wiary, następnie udaje się do piekła i odzyskuje cyrograf. 

## Forma utworu
Rutebeuf złamał w utworze kilka niepisanych zasad średniowiecznej dramaturgii: Cud o Teofilu nie ma prologu ani epilogu, widownia zostaje wprowadzona w sam środek historii bohatera, który w pierwszej scenie opowiada o swoim  rozczarowaniu, zaś w finale wszyscy - wykonawcy i publiczność - zostają zaproszeni do zaśpiewania Te Deum Laudamus, jak i zachęceni do regularnej modlitwy. Poeta wykorzystuje cechy różnych gatunków literackich - w większości monologów i scen grupowych bohaterowie wypowiadają się codziennym językiem, jakim posługiwali się mieszczanie paryscy, chaos myśli zdezorientowanego Teofila oddają urywane zdania i otwarte wyrażanie gniewu, z kolei w scenie modlitwy Teofil zwraca się o łaskę do Maryi w konwencji poezji dworskiej. Cały utwór jest zaskakująco zwięzły - zamyka się w 663 wersach. 
Cud o Teofilu jest przykładem teatru otwartego, w którym widownia zachęcona zostaje do współudziału w przedstawieniu, a także nowatorskim w momencie swojego powstania przykładem mirakla rozpisanego na osoby (miracle par personnages), a nie opartego na monologach postaci alegorycznych. Rutebeuf praktycznie zrezygnował również z didaskaliów, podając jedynie podstawowe informacje o tym, kto wypowiada daną kwestię lub co ma wydarzyć się w danej chwili (np. "Teofil udaje się do Salatyna"). W ten sposób aktorom zostaje pozostawiony bardzo szeroki margines swobody ekspresji.